# Zawolsza (osiedle)
Zawolsza (biał. Завольша) – osiedle we wschodniej Białorusi, w sielsowiecie Łoźna rejonu łozieńskiego w obwodzie witebskim.

## Geografia
Miejscowość położona jest 2,5 km od granicy z Rosją (3,5 km od wsi Stai), przy linii kolejowej Smoleńsk – Witebsk (stacja kolejowa Zawolsza), 1 km od drogi R21 (przedłużenie rosyjskiej drogi federalnej R120 na Witebsk), 6,5 km od centrum administracyjnego osiedla wiejskiego i całego rejonu (Łoźna), 49 km od Witebska.

## Demografia
W 2009 r. miejscowość zamieszkiwało 61 mieszkańców.